# Comerica Bank Challenger 2001
Il Comerica Bank Challenger 2001 è stato un torneo di tennis facente parte della categoria ATP Challenger Series nell'ambito dell'ATP Challenger Series 2001. Il torneo si è giocato ad Aptos negli Stati Uniti dal 16 al 22 luglio 2001 su campi in cemento.

## Vincitori

### Singolare
Jeff Salzenstein ha battuto in finale  Jeff Morrison con il punteggio di 7–6(3), 6–4

### Doppio
Brandon Hawk /  Robert Kendrick hanno battuto in finale  Kelly Gullett /  Gavin Sontag con il punteggio di 7–5, 7–5